# Зелениче
Зеленѝче или Зѐленич (на гръцки: Σκλήθρο, Скл̀итро, катаревуса: Σκλήθρον, Склитрон, до 1927 година Ζέλενιτς или Ζελενίτσι, Зелениц, Зеленици) е село в Гърция, в дем Суровичево в област Западна Македония.

## География
Селото е разположено на 51 километра южно от град Лерин (Флорина), на 5 километра югозападно от Айтос и на три километра западно от езерото Зазерци в котловина между Невеската планина на север, Върбица (Вербиста) на юг и Градища (Градиста) на изток, на главния път от Суровичево (Аминдео) за Костур (Кастория). Пред селото се сливат Стара река, идваща откъм Сребрено и Леховската река откъм Лехово.

## История

### Етимология
Името на селото е от прилагателното зелен.

### В Османската империя
Зелениче е едно от най-старите села в региона и датира от около 1300 година. Селото се споменава за пръв път в османски дефтер от 1481 година под името Желенич.
В XIX век Зелениче е голямо смесено българо-турско село. В 1848 година руският славист Виктор Григорович описва в „Очерк путешествия по Европейской Турции“ Зеленичъ като българско село.
Църквата „Свети Димитър“ е гробищен храм от 1864 година, енорийската „Свети Георги“ е от 1867 година, а на хълм над селото е параклисът „Животворящ източник“ (в миналото „Света Параскева“).
В „Етнография на вилаетите Адрианопол, Монастир и Салоника“, издадена в Константинопол в 1878 година и отразяваща статистиката на населението от 1873 година, Зеленич (Zélénitch) е посочено като село с 450 домакинства с 628 жители българи и 650 жители мюсюлмани. След Руско-турската война жителите на Зелениче молят Българската екзархия да поеме издръжката за учение на Иван Христов.
В 1889 година Стефан Веркович („Топографическо-этнографическій очеркъ Македоніи“) пише за Зелениче:
| „ | Село Зелениш лежащо в посока Невеска и разположено на равно място с 30 мохамедански и 60 български къщи. Данъкът на първите е 4100 пиастри, а на вторите 9200 пиастри и инание-аскерие 4980 пиастри. Жителите му се занимават със земеделие и други. В петък става пазар. | “ |

Според статистиката на Васил Кънчов („Македония. Етнография и статистика“) в 1900 година Зелениче има 1800 жители българи, 500 жители турци и 72 цигани.
На Етнографската карта на Битолския вилает на Картографския институт в София от 1901 година Зелениче е смесено село българи, власи, албанци и турци в Леринската каза на Битолския санджак със 105 къщи.
Мнозинството от християнските жители на Зелениче са под върховенството на Българската екзархия. Според гръцки данни в началото на века в селото има 150 семейства мюсюлмани 150 екзархисти и 65 патриаршисти. Към август 1902 година патриаршистите са само 23 семейства, а по-късно едва 15. На 2 май 1903 година след сражение край местността Черна вода са убити четниците Стефан Которчев, Васил Которчев, Михаил Колинов, Янко Чавков и Петре Масин. В самото село са убити селяните Георги П. Боглев, Геле Нанов и Христо Динев, а на 16 август е убит и четникът илинденец Дине Нанчов.
През ноември 1903 година селото е посетено от българския владика Григорий Пелагонийски и архиерейският наместник в Лерин отец Никодим, които раздават помощи за пострадалото от Илинденското въстание българско население в Зелениче и съседното Прекопана. Владиката е посрещнат от българския свещеник Никола и от всички селяни. Наум Темчев, който придружава Григорий, пише: „Зелениче има изгледъ повече на малъкъ градецъ, отъ колкото на село. То брои около 300 български кѫщи и стотина турски“. По време на потушаването на въстанието, когато селото е окупирано от турска войска, в него пристига гръцкият костурски владика Герман Каравангелис, чупи църковните врата, влиза в църквата и кара някои селяни да подпишат заявление, че селото е гръцко и се отмята от Екзархията. След обявената амнистия, прекопанци подават общо заявление за връщане под Екзархията и одобрението от валията идва точно, когато в селото е владиката. Григорий Пелагонийски отслужва тържествена служба заедно с тримата селски свещеници, в която се споменава името на екзарх Антим I, а отец Никодим прочита на народа послание от екзарха до жителите на Зелениче по повод приемането им в лоното на Българската православна църква.
По данни на секретаря на екзархията Димитър Мишев („La Macédoine et sa Population Chrétienne“) в 1905 година в селото има 1656 българи екзархисти, 192 българи патриаршисти и 102 цигани християни и функционират две български и едно гръцко училище. Български учители в Зелениче са Бл. Типев, Г. Дръндаров, Л. Дукова, А. Христова и Б. Карамфилович. През 1907 година българите в Зелениче имат черква, в която служат двама свещеници. Христо Силянов пише за Зелениче:
| „ | Зелениче е красиво, голѣмо гурбетчийско село, което не прилича на мориховскитѣ. Обстановката в кѫщитѣ е почти градска. Мнозина от мѫжетѣ носят панталони. Питоми, възприемчиви, радушни хора. | “ |

След Хуриета български учител в Зелениче е Панайот Карамфилович.
През септември 1910 година селото пострадва по време на обезоръжителната акция на младотурците.
При избухването на Балканската война в 1912 година седем души от Зелениче са доброволци в Македоно-одринското опълчение.

### В Гърция
През войната в селото влизат гръцки войски и след Междусъюзническата война селото остава в Гърция. Боривое Милоевич пише в 1921 година („Южна Македония“), че Зеленик има 310 къщи славяни християни и 190 къщи турци. В 1923 година турските жители на Зелениче – 170 семейства, 1100 души – напускат селото за Турция. На тяхно място са заселени 739 гърци бежанци от Турция, 8 семейства – 53 от Мала Азия, 25 от Източна Тракия и 10 от Кавказ. В 1928 година селото е смесено българо-бежанско и има 87 бежански семейства с 379 души. В 1927 година селото е прекръстено на Склитрон (в превод Елхово). В 1932 година в Зелениче има 353 българогласни семейства, от които 326 са с „изявено българско съзнание“.
В 1940 година гръцките власти съставят списък на „българомислещите“ лица от Зелениче, в който влизат 85 души глави на семейства с кратко описание на тяхната пробългарска дейност. Така например за Васил Конакев е отбелязано „търговец, фанатик българомислещ, баща му касиер на българския комитет“, а за Михаил Гакев – „търговец, фанатик българомислещ, през турската война водеше български комити, съпровождаше германците и българите“.
По време на окупацията на Гърция през Втората световна война в Зелениче е създадена чета на българската паравоенна организаци Охрана. В 1945 година в селото има 1000 българофонски жители, 700 от които с „негръцко национално съзнание“ и 300 с „неустановено национално съзнание“.
След Гражданската война 58 семейства от Зелениче емигрират. През 60-те години се засилва емиграцията отвъд океана. Според Тодор Симовски отношението между местното население с македонски произход и потомците на гръцките бежанци днес е 2:1.
Според изследване от 1993 година селото е смесено „славофонско-бежанско“.
До 2011 година селото е част от дем Айтос. Всяка година през август в селото се провежда Фестивал на картофите.
| Име                        | Име        | Ново име   | Ново име   | Описание                                           |
| -------------------------- | ---------- | ---------- | ---------- | -------------------------------------------------- |
| Усойка                     | Ούσόϊκα    | Аниляго    | Άνήλιαγο   |                                                    |
| Градища                    | Γκράντιστα | Ликавитос  | Λυκαβητός  | връх на И от Зелениче и на З от Зазерци (1078,8 m) |
| Лехово или Леховската река | Λέχοβο     | Леховитико | Λεχοβίτικο | река, вливаща се в Стара река при Зелениче         |

### Преброявания
- 1913 – 2232 жители
- 1920 – 2219 жители
- 1928 – 1437 жители
- 1951 – 1153 жители
- 1961 – 1084 жители
- 1971 – 853 жители
- 1981 – 623 жители
- 2001 – 609 жители
- 2011 – 532 жители

## Личности
Родени в Зелениче
- Аргир Димитров (1884/1885 – 1913), македоно-одрински опълченец, жител на Варна, 1 рота на 8 костурска дружина, загинал в Междусъюзническата война на 6 юли 1913 година[32]
- Васил Дине, арестуван преди април 1904 година, обвинен в „убийството на Ибрахим Чауш, Хюсеин, Реджеп и Яшар от село Зелениче“ в 1318 година (14 март 1902 - 13 март 1903), осъден, амнистиран с общата амнистия от 12 април 1904 година[33]
- Васил Костов – Кокошката, български революционер от ВМОРО[34]
- Васил Христов (1893 – 1963), български революционер, деец на МФО
- Георги Гизов (1905 – 1983), български лекар, университетски преподавател
- Георги Мицарев (Мицаров), български просветен деец и духовник
- Георги Яне Карапанче, българин, православен, арестуван преди април 1904 година,[35] обвинен в „участие в битката, която се водила с българските комити, които по време на бунта обкръжили село Свети Тодор и участвал в убийството на Разаман от същото село“, осъден от Наказателния апелативен съд на 15 години каторга, лежал в Битолския затвор, амнистиран с общата амнистия от 12 април 1904 година[36]
- Димитри Константин, българин, православен, арестуван преди април 1904 година, обвинен, че е „дръзнал да върши разбойничество, присъединявайки се към българския комитет“, осъден от Извънредния съд на 5 години каторга, избягал от затвора, заловен отново, лежал в Битолския затвор, амнистиран с общата амнистия от 12 април 1904 година[37]
- Димитър Василев (1874 – ?), македоно-одрински опълченец, дюлгерин, 2 рота на 9 велешка дружина, ранен на 7 ноември 1912 година, носител на бронзов медал[38]
- Димитър Мицаров, отец Кърчовски, български просветен деец, свещеник и революционер, участник в Охридското съзаклятие[39]
- Иван Попдимитров (Димитров, 1872 – ?), македоно-одрински опълченец, Нестроева рота на 6 охридска дружина[40]
- Илия Янев (1861 – ?), македоно-одрински опълченец, Нестроева рота на 10 прилепска дружина[41]
- Ильо Ицо, българин, православен, арестуван преди април 1904 година, обвинен в „участие в битката, която се водила с българските комити, които по време на бунта обкръжили село Свети Тодор и участвал в убийството на Разаман от същото село“, осъден от Наказателния апелативен съд на 15 години каторга, лежал в Битолския затвор, амнистиран с общата амнистия от 12 април 1904 година[36]
- Катерина Поппетре, българка, православна, арестувана през 1903 година, обвинена в „даване на убежище, приемайки българските комити в своята къща“, осъдена от Извънредния съд на 3 години каторга, лежала в Битолския затвор, амнистирана с общата амнистия от 12 април 1904 година[42]
- Кире Митов (1892 – ?), македоно-одрински опълченец, 2 рота на 7 кумановска дружина[43]
- Кирка Христо, българка, православна, арестувана през 1903 година, обвинена в „даване на убежище, приемайки българските комити в своята къща“, осъдена от Извънредния съд на 3 години каторга, лежала в Битолския затвор, амнистирана с общата амнистия от 12 април 1904 година[42]
- Коти Никола, арестуван през август 1903 година, обвинен в „разбойничество“, осъден на доживотна каторга, заточен в Диарбекир, амнистиран с общата амнистия от 12 април 1904 година[44]
- Кочо Цонков (1866 – 1906), български хайдутин и революционер
- Лазар Бицанов, български революционер
- Лазо Ребти, арестуван преди април 1904 година, обвинен в „убийството на Ибрахим Чауш, Хюсеин, Реджеп и Яшар от село Зелениче“ в 1318 година (14 март 1902 - 13 март 1903), осъден, амнистиран с общата амнистия от 12 април 1904 година[33]
- Ламбо Георгиев (1881 – ?), деец на ВМОРО, участник в Илинденско-Преображенското въстание в 1903 година в Одринско[45]
- Методи Кузманов, македоно-одрински опълченец, 1 рота на 9 велешка дружина[46]
- Михал С. Которчев, македоно-одрински опълченец, четата на Пандил Шишков[47]
- Никола Тошев, български учител в Мокрени[48][49]
- Петър Стоянов (1854 – 1913), български опълченец, I опълченска дружина[50]
- Стефан Димитров (1876 – 1905), български революционер
- Стефан Николов – Калфата (1868 – 1931), български революционер
- Тибе Ване, българин, православен, арестуван преди април 1904 година, обвинен, че е „дръзнал да върши разбойничество, присъединявайки се към българския комитет“, осъден от Извънредния съд на 5 години каторга, избягал от затвора, заловен отново, лежал в Битолския затвор, амнистиран с общата амнистия от 12 април 1904 година[37]
- Трендафил Димитров, български опълченец
- Трифон Гизов (1879 - след 1943), български революционер
- Филип Трифонов, доброволец в четата на Иван Атанасов – Инджето през Сръбско-българската война в 1885 година[51]
- Фоти Кирчев (1875 – 1956), български революционер, деец на ВМОРО

Починали в Зелениче
- Пандо Мечкаров (1869 – 1904), български революционер, деец на ВМОРО
- Мате Булев (1904 – 1949), гръцки партизанин, деец на СНОФ, НОФ и ВМРО (обединена)

Други
- Христос Сардзетакис (р. 1926), гръцки политик, обявен за почетен жител на Зелениче, чиято майка е от Зелениче, дъщеря на андарта Козма Граменов (Козмас Граменопулос)[6]